# Epicoma melanosticta
Epicoma melanosticta là một loài bướm đêm thuộc họ Thaumetopoeidae. Nó được tìm thấy ở Úc, bao gồm Tasmania.
Sải cánh dài khoảng 30 mm.
Ấu trùng ăn Calothamnus validus, Calothamnus homalophyllus và Leptospermum species.

## Hình ảnh

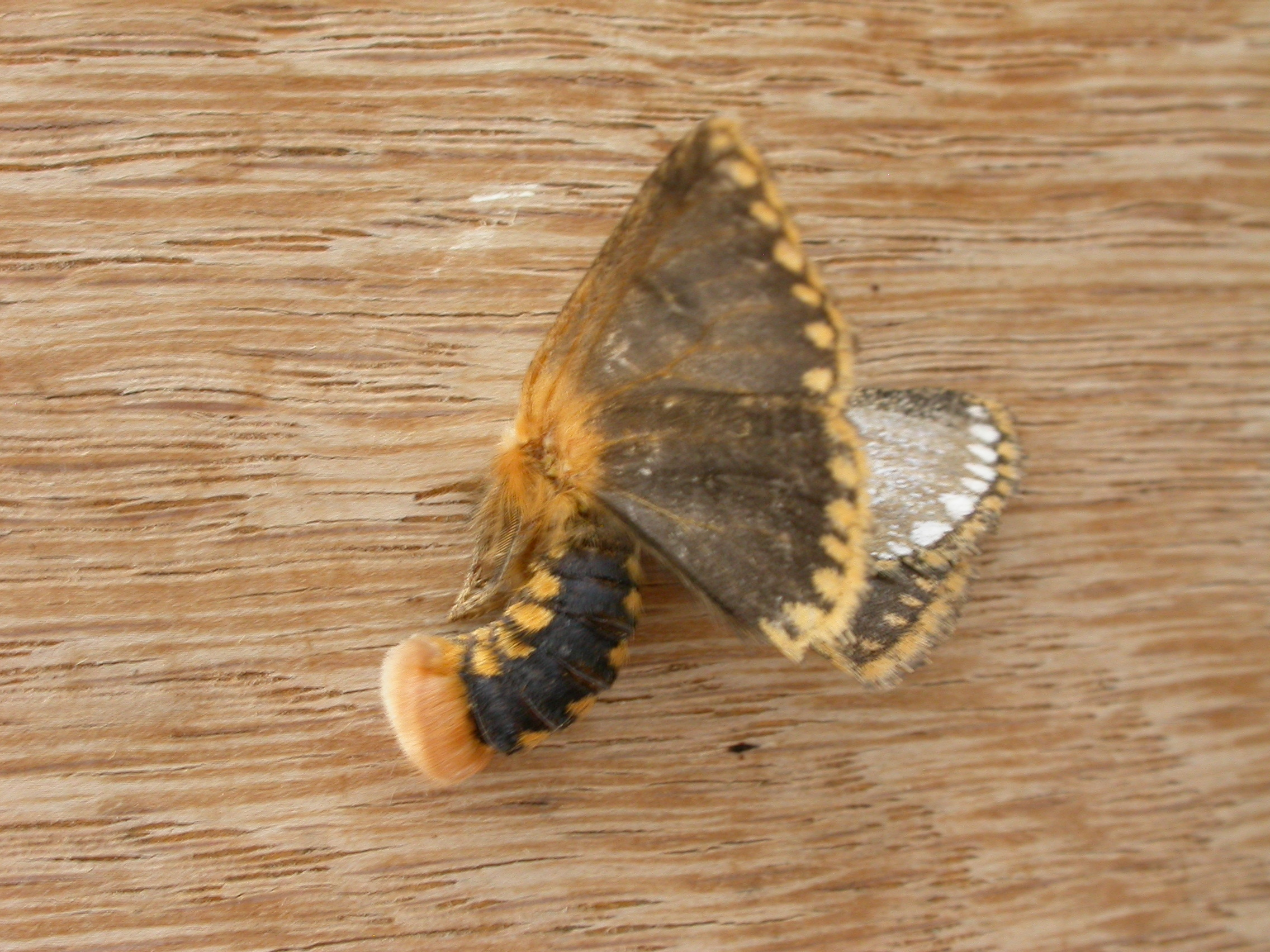
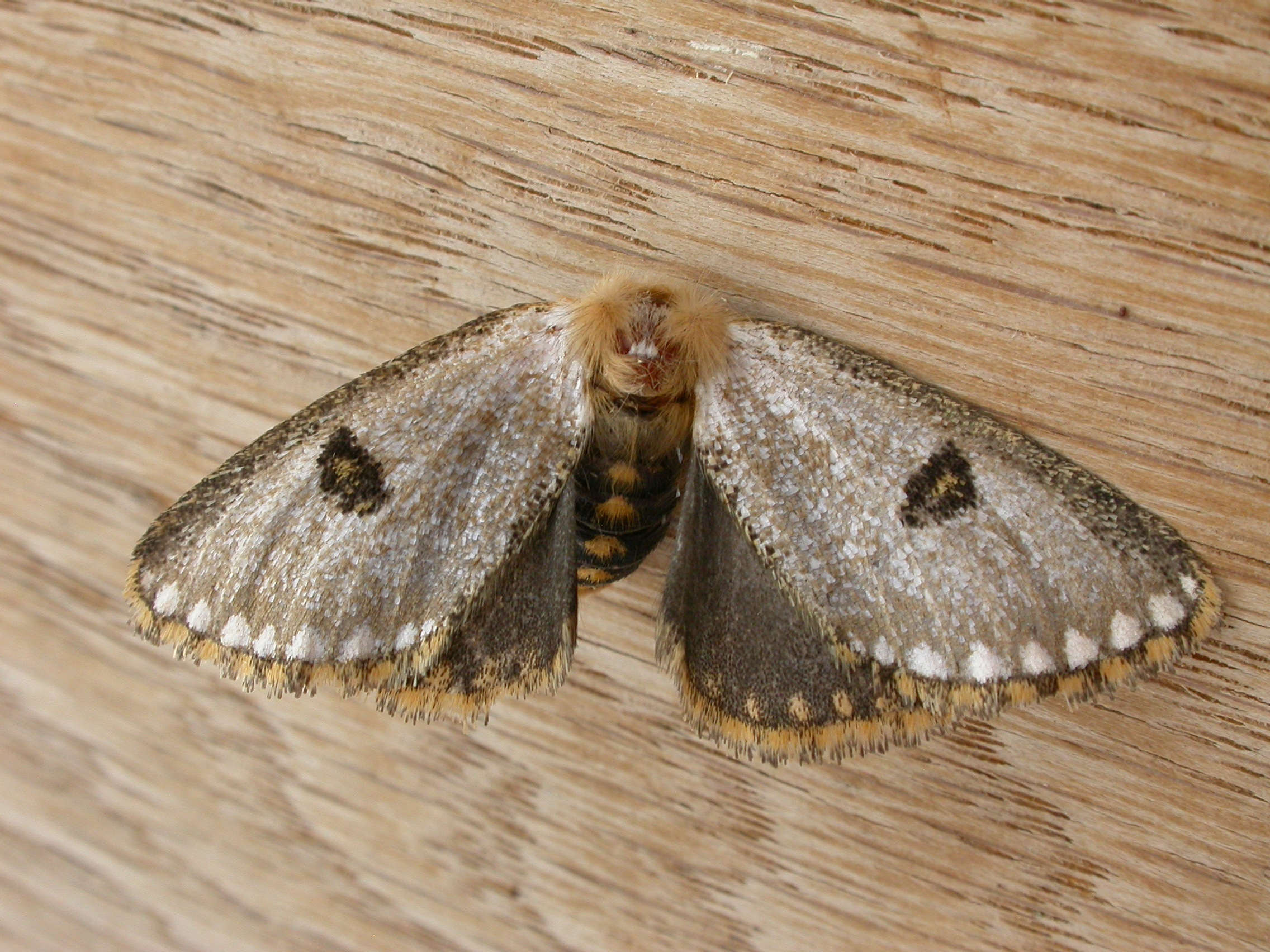